# Ugo Bianchi (ciclista)
Ugo Bianchi (Milano, 9 giugno 1903 – ...) è stato un ciclista su strada italiano.

## Carriera
Professionista dal 1913 al 1923, ottenne qualche piazzamento di rilievo, come il sesto posto alla Milano-Modena 1920 ed il nono alla Milano-Torino 1921.

## Piazzamenti

### Grandi giri
- Giro d'Italia

1921: 20º

### Classiche monumento
- Milano-Sanremo

1921: 24º
- Giro di Lombardia

1920: 20º